# CKEditor
O CKEditor, chamado anteriormente FCKEditor, é um editor WYSIWYG online gratuito e open-source, multiproposital, feito em JavaScript que cria páginas visualmente, gerando um código de saída HTML estilizado. Trata-se de um editor bem popular devido ao seu uso nativo em vários SGC's como o Drupal, o PHP-Nuke, Joomla! e mais diversos outros aplicativos que o integram em sua estrutura. Seu uso é extremamente fácil e ele está disponivel para praticamente todas as linguagens web disponíveis.